# Casiorne roux
Casiornis rufus
Espèce
Synonymes
- Thamnophilus rufus
- Casiornis rufa

Statut de conservation UICN

 LC  : Préoccupation mineure
Le Casiorne roux (Casiornis rufus), également appelé Casiorne rouge, est une espèce de passereau de la famille des Tyrannidae.

## Distribution
Cet oiseau vit entre le sud-est du Pérou et l'est de la Bolivie, le Paraguay, le nord de l'Argentine, l'Amazonie brésilienne et l'est du Brésil.